# Al Hibbler
Albert George Hibbler (Tyro, 16 augustus 1915 - Chicago 24 april 2001) was een Amerikaanse zanger die in het orkest van Duke Ellington zong en daarna verschillende pophits had.

## Duke Ellington
Hibbler werd blind geboren. In Little Rock zong hij in een koor op een school voor blinden. Hij werkte als blues-zanger in lokale groepen en deed in 1935 vergeefs auditie bij Ellington. Nadat hij een talentenjacht had gewonnen kwam hij in 1942 bij de band van Jay McShann. In 1943 werd hij alsnog zanger bij Ellington, waar hij Herb Jeffries verving, en bleef daar acht jaar werken. Hij zong hier verschillende Ellington-standards, zoals Do Nothing Til You Hear From Me, waarvan de tekst speciaal voor Hibbler was geschreven. Het nummer haalde de zesde plaats bij Billboard en nummer één op Harlem Hit Parade. Andere songs waren onder meer I Aint't Got Nothin' But the Blues en I'm Just a Lucky So-and-So. Hij werd beschouwd als de beste van de mannelijk zangers die bij Ellington hebben gewerkt. In 1947 won hij de Esquire New Star Award en in 1949 kreeg hij de Down Beat award voor beste mannelijke band-zanger.

## Solo-hits
Na onenigheid over zijn salaris verliet Hibbler de band in 1951. Hij speelde daarna tijdens opnames van onder meer Johnny Hodges, Harry Carney en Count Basie. In 1953 kwam hij met een eerste lp, Al Hibbler Favorites, in 1954 gevolgd door een succesvol album met Ellington-songs. In 1955 maakte hij opnames voor Decca en kreeg een grote hit met Unchained Melody, dat de derde plaats in de poplijsten haalde. Andere hits in die jaren waren He, 11th Hour Melody en Never Turn Back (alle in 1956). Zijn laatste top 10-hit was After the Lights Go Down Low (1956).

## Activisme
Eind jaren vijftig en beginjaren zestig werd Hibbler een mensenrechten-activist en werd enkele keren gearresteerd. De grote platenmaatschappijen wilden daarom geen platen van hem uitbrengen, maar Frank Sinatra's label Reprise gaf hem een platencontract. Hij nam echter weinig op, maar bleef tot in de jaren negentig optreden. Hij zong twee liedjes op Louis Armstrongs begrafenis in 1971. In 1972 nam hij een plaat met multi-instrumentalist Roland Kirk op.

## Jazz?
Zijn zang wordt beschouwd als rhythm & blues, maar kan het beste worden gezien als een brug tussen rhythm & blues en pop. Volgens Colin Larkin kan Hibbler niet worden beschouwd als een jazzzanger. Hij was "een buitengewoon goede vertolker van 20ste-eeuwse populaire liedjes die toevallig werkte met de beste jazz-muzikanten van zijn tijd", aldus Larkin. Ook Ellington-biograaf James Lincoln Collier beschouwt Hibbler niet als een echte jazzzanger.

## Discografie (selectie)
- Rare Dates Without the Duke 1944/1949 (met Harry Carney's All Stars), Raretone
- The Ellingtonians With Al Hibbler, Mercer, 1951
- Al Hibbler Favorites, Norgran, 1953
- Al Hibbler Sings Duke Ellington, Norgran, 1954
- Al Hibbler Sings With the Duke, Columbia 1954
- Starring Al Hibbler, Decca, 1956
- After the Lights Go Down Low, Atlantic, 1956
- Melodies by Al Hibbler, Argo, 1956
- Here's Al Hibbler!, Decca, 1957
- Torchy and Blue, Decca, 1958
- Hit By Hibbler, Decca, 1958
- A Meeting of The Times (met Roland Kirk), Atlantic, 1972
- For Sentimental Reasons (met Hank Jones), Open Sky, 1982

- Bibsys: 6023616
- Biblioteca Nacional de España: XX1578489
- Bibliothèque nationale de France: cb138951903 (data)
- CiNii: DA13470313
- Gemeinsame Normdatei: 134405617
- International Standard Name Identifier: 0000 0000 8186 7722
- Library of Congress Control Number: no92022825
- MusicBrainz: a4a60ca9-45ff-464d-9764-7117d3f8c6d7
- SNAC: w6ps06gq
- Système universitaire de documentation: 196939356
- Virtual International Authority File: 117623770
- WorldCat: E39PBJjt8WQm9FfkWXWTX7GbVC